# Хрустальный компас (премия)
«Хрустальный компас» — международная премия, присуждаемая ежегодно за выдающиеся достижения и научные исследования в области географии, экологии и смежных наук, за крупный вклад в сохранение природного и историко-культурного наследия, развитие общества.

## История
Национальная премия «Хрустальный компас» была учреждена в ноябре 2012 года под эгидой Русского географического общества.
За время существования премии на её соискание было выдвинуто почти 5000 проектов и достижений из 51 страны мира.
Среди лауреатов премии и обладателей хрустальной статуэтки прошлых лет — Фёдор Конюхов, Фредерик Паулсен, Жан-Луи Гуро, Росатом и National Geographic Society, Швейцарский полярный институт и Институт гляциологии и экогеографии, Университет Ланьчжоу и Институт географии РАН, ПАО «КАМАЗ» и Северный флот, телеканалы «Культура», «Моя планета», «МИР» и «Звезда», Московский государственный университет имени М. В. Ломоносова и многие другие.

## Экспертный совет
Экспертный совет премии представлен известными учёными, общественными и государственными деятелями, лауреатами Нобелевской и государственных премий СССР и России, признанными экспертами. В него входят:
- лауреат Нобелевской премии мира в составе Межправительственной группы экспертов по изменению климата, академик РАН Котляков Владимир Михайлович
- член-корреспондент РАН, директор Байкальского института природопользования Сибирского отделения РАН, вице-президент Русского географического общества, Гармаев Ендон Жамьянович
- член-корреспондент РАН, директор Института водных проблем РАН Гельфан Александр Наумович
- доктор биологических наук, профессор Дроздов Николай Николаевич
- Герой Советского Союза, Герой Российской Федерации, лётчик-космонавт Крикалёв Сергей Константинович
- профессор РАН, директор Арктического и антарктического научно-исследовательского института Макаров Александр Сергеевич
- академик РАН Рожнов Вячеслав Владимирович
- академик РАН, директор Субтропического научного центра Российской академии науки, Рындин Алексей Владимирович
- академик РАН, дважды Герой Советского Союза, лауреат Государственных премий СССР и РФ, космонавт Савиных Виктор Петрович
- президент музея-заповедника «Музей Мирового океана», лауреат Государственной премии Российской Федерации Сивкова Светлана Геннадьевна
- член-корреспондент РАН, директор Института океанологии Российской академии наук Соков Алексей Валентинович
- член-корреспондент РАН, директор Института географии РАН Соломина Ольга Николаевна
- академик РАН, вице-президент Международного союза антропологических и этнологических наук Тишков Валерий Александрович
- исполнительный директор Московского музея современного искусства, исполняющий обязанности Президента РАХ Церетели Василий Зурабович
- академик РАН, директор Института степи Уральского отделения РАН Чибилёв Александр Александрович и другие[16][17].

## Номинации премии
Победители премии определяются в 11 номинациях:
- научное достижение;
- путешествие и экспедиция;
- просвещение;
- лучший проект СМИ, медиапроект;
- фоторабота;
- издание;
- лучший экологический проект промышленных предприятий, бизнеса;
- лучший социально-информационный проект по сохранению природного и историко-культурного наследия;
- лучший региональный проект;
- гражданская позиция.

В одиннадцатой номинации «Признание общественности» победитель определяется по итогам интернет-голосования, который проводится на сайте национальной премии.

## Вручение премии
- I премия (2013 год). На соискание премии было выдвинуто 153 проекта из России, Украины и Египта[20];
- II премия (2014 год). На соискание премии было выдвинуто более 160 проектов из России, Украины и Белоруссии[21];
- III премия (2015 год). На соискание премии было выдвинуто 170 проектов из России и десяти стран мира[22][23];
- IV премия (2016 год). На соискание премии было выдвинуто свыше 300 проектов из России, США, Китая, Белоруссии, Украины, Азербайджана, Болгарии, Польши, Литвы, Сербии и Монголии[24][25][26];
- V премия (2017 год). На соискание премии было выдвинуто 389 проектов из России, Азербайджана, Армении, Белоруссии, Индии, Монако, Норвегии и США[3];
- VI премия (2018 год). На соискание премии было выдвинуто 327 проектов из России и 23 стран мира (Австралия, Великобритания, Греция, Италия, Швеция, ЮАР, Япония и др.)[27];
- VII премия (2019 год). На соискание премии было выдвинуто 556 заявок из России, Франции, США, Казахстана, Кыргызстана и Республики Беларусь[28][29];
- VIII и IX премия (2021 год). В 2020 году на соискание премии было выдвинуто свыше 240 проектов из 15 стран мира, в 2021 году — 413 проектов из России, а также Швеции, Норвегии, Республики Беларусь, Украины и Венгрии[30][31];
- X премия (2022 год). Соискателями национальной премии «Хрустальный компас» стали 579 проектов из 27 стран мира[32][33];
- XI—XII премия (2024 год). На соискание премии в 2023 году было выдвинуто 408 проектов из 11 стран мира, в 2024 году — более 600 проектов из 14 стран мира[34][35][36].
- XIII премия (2025 год). На соискание премии было выдвинуто более 600 уникальных проектов и современных достижений из 17 стран мира[37].